# 瓦尔格拉省
瓦尔格拉省是阿尔及利亚东部的一个省，首府瓦尔格拉，其他主要城市包括迈萨乌德泉（حسي مسعود）。瓦尔格拉省是阿尔及利亚面积第4大的省。